# Orog nuur
L'Orog nuur (in mongolo: Орог нуур) è un lago della Mongolia centro-meridionale, nella provincia di Bajanhongor, distretto di Bogd. Si trova a un'altitudine di 1.216 m s.l.m.; ha una superficie di 130 km² e una profondità massima di 4,5 m.
L'Orog Nuur si trova in una valle a nord del massiccio Ih Bogd uul (Их Богд уул) che fa parte dei Govi Altaj, è un lago salato che, alimentato dall'abbondante acqua dolce del fiume Tujn, sta perdendo la sua salinità.